# Callochiton mayi mayi
Callochiton mayi mayi är en blötdjursart som beskrevs av Torr 1912. Callochiton mayi mayi ingår i släktet Callochiton och familjen Ischnochitonidae. Inga underarter finns listade i Catalogue of Life.